# 허사문
허사문(許斯文)은 조선 전기의 문신이다. 본관은 태인(泰仁). 호는 지재(止齋)이다.

## 생애
전라도 고부(高阜)에서 중랑장(中郎將) 허경(許慶)의 여섯 아들 중 둘째 아들로 태어났다.
1429년(세종(世宗) 11년) 식년시(式年試) 문과에 을과(乙科) 장원(壯元)으로 합격하였다.
1434년(세종 16년) 평안도사(平安都事)를 지내고, 1442년(세종 24년) 사헌부 지평(持平)이 되어 첨사원(詹事院) 설치를 반대하였다.

## 가족
- 증조부 : 허함(許涵)
- 조부 : 허윤(許倫) 
  - 아버지 : 허경(許慶)
  - 어머니 : 이씨- 이의명(李宜明)의 딸
    - 형 : 허사인(許斯仁)
    - 동생 : 허사의(許斯義)
    - 동생 : 허사행(許斯行)
    - 동생 : 허사효(許斯孝)
    - 동생 : 허사제(許斯悌)
    - 처부 : 박귀생(朴貴生)